# بقل
بقل یک منطقهٔ مسکونی در امارات متحده عربی است که در امارت رأس‌الخیمه واقع شده‌است. بقل ۱٬۰۵۱ متر بالاتر از سطح دریا واقع شده‌است.